# Pizarro (ort i Colombia)
Pizarro är en ort i Colombia.   Den ligger i departementet Chocó, i den västra delen av landet, 400 km väster om huvudstaden Bogotá. Pizarro ligger 5 meter över havet och antalet invånare är 6 168.
Terrängen runt Pizarro är platt. Havet är nära Pizarro åt sydväst. Runt Pizarro är det mycket glesbefolkat, med 7 invånare per kvadratkilometer. Det finns inga andra samhällen i närheten. 